# Mercurio di Sutri
Mercurio (V secolo – VI secolo) è stato vescovo di Sutri, storicamente documentato dal 499 al 502.

## Biografia
Non si hanno notizie sulla vita e l'operato del vescovo Mercurio. È noto solo per la sua partecipazione ai concili celebrati a Roma nei primi anni di episcopato di papa Simmaco.
Alla morte di papa Anastasio II, il 22 novembre 498, la divisione del clero romano portò ad una duplice elezione, Simmaco in San Giovanni in Laterano e Lorenzo in Santa Maria Maggiore. Ebbe inizio così lo «scisma laurenziano» che divise per alcuni anni la Chiesa romana e che «era il risultato di una situazione politica e religiosa complessa». Infatti, dopo il concilio di Calcedonia (451), nuove incomprensioni teologiche avevano diviso la cristianità tra i sostenitori del concilio calcedonese, per lo più vescovi occidentali, e quelli invece che, soprattutto in Oriente, per conciliare le parti, avevano favorito l'affermazione di un simbolo di fede di tendenze monofisite noto come Henotikon, promulgato come legge statale dall'imperatore Zenone (482), che finì tuttavia per peggiorare le cose. Nel 484 papa Felice III scomunicò e depose il patriarca Acacio di Costantinopoli, principale sostenitore dell'Henotikon; la stessa linea intransigente fu perseguita da papa Gelasio I (492-496), mentre un atteggiamento di maggiore apertura verso gli Orientali fu assunto da papa Anastasio II (496-498). Questo contesto spiega perché, alla morte di quest'ultimo, furono eletti due vescovi: «Simmaco era il leader dei difensori di Calcedonia, della primazia assoluta di Roma, di una strenua linea di politica religiosa antimonofisita; Lorenzo era invece voluto dalla fazione filorientale che era soprattutto interessata a una ricomposizione dei rapporti con l'Oriente».
Tra il 499 e il 502 si celebrarono a Roma tre concili, i cui atti furono pubblicati per la prima volta in edizione critica da Theodor Mommsen nel 1894. Tuttavia, a causa di un'intrinseca contraddizione delle fonti, la cronologia dei concili e la successione degli eventi collegati non è unanime fra gli storici. L'ultimo studio in merito colloca i tre concili simmachiani in quest'ordine: 1º marzo 499, 6 novembre 501 e 23 ottobre 502.
Riconosciuto come unico e legittimo vescovo dal re Teodorico, il 1º marzo 499 Simmaco convocò nella basilica di San Pietro, roccaforte del suo partito, un concilio dove furono approvate alcune regole per l'elezione dei vescovi romani nell'intento di impedire in futuro quei disordini che si erano creati in occasione della duplice elezione del novembre precedente. Mercurius episcopus ecclesiae Sutrinae è assente nella lista dei vescovi presenti al concilio, mentre si trova in 54ª posizione nella lista delle sottoscrizioni conciliari tra Gaudenzio di Tadino e Felice di Falisca e Nepi.
L'anno successivo, il 6 novembre, Simmaco indisse un nuovo concilio nella basilica di San Pietro, dove furono prese misure per salvaguardare i beni della Chiesa e proibire la loro alienazione. Anche gli atti di questo concilio hanno due elenchi di vescovi: il primo, quello delle presenze conciliari, riporta i nomi di 80 vescovi, ma senza l'indicazione della diocesi di appartenenza; il secondo, quello delle sottoscrizioni, è costituito da un elenco di 65 nomi, ognuno accompagnato dal nome della diocesi di cui erano vescovi. Nel primo elenco, compare per due volte il nome di Mercurio, al 27º e al 77º posto; è probabile che uno di questi due nomi appartenga al vescovo di Sutri. Il suo nome tuttavia non si trova nell'elenco delle sottoscrizioni.
Il terzo concilio si svolse il 23 ottobre 502 su convocazione del re Teodorico per giudicare l'operato di papa Simmaco. Questi era stato momentaneamente sollevato dai suoi incarichi, perché si era rifiutato di recarsi a Ravenna alla corte del re per rispondere delle accuse a lui rivolte dai suoi avversari, che non si erano arresi alla sconfitta di Lorenzo. Il concilio segnò la definitiva vittoria di Simmaco, che fu assolto da tutte le accuse, venne ristabilito nei propri diritti e nel possesso delle chiese di Roma. Mercurius episcopus ecclesiae Sutrinae sottoscrisse le decisioni conciliari in 13ª posizione tra Fortunato di Foligno e Stefano di Napoli.
Il 13 maggio 495 papa Gelasio I convocò un concilio in basilica Petri (San Pietro in Vaticano) alla presenza di 45 vescovi, tra cui un vescovo di nome Mercurio. Gli atti di quel concilio tuttavia non riportano la sede di appartenenza dei vescovi: potrebbe perciò trattarsi del vescovo di Sutri oppure dell'omonimo vescovo di Gabi, sede episcopale sulla via Prenestina.